# W9 (ядерна боєголовка)

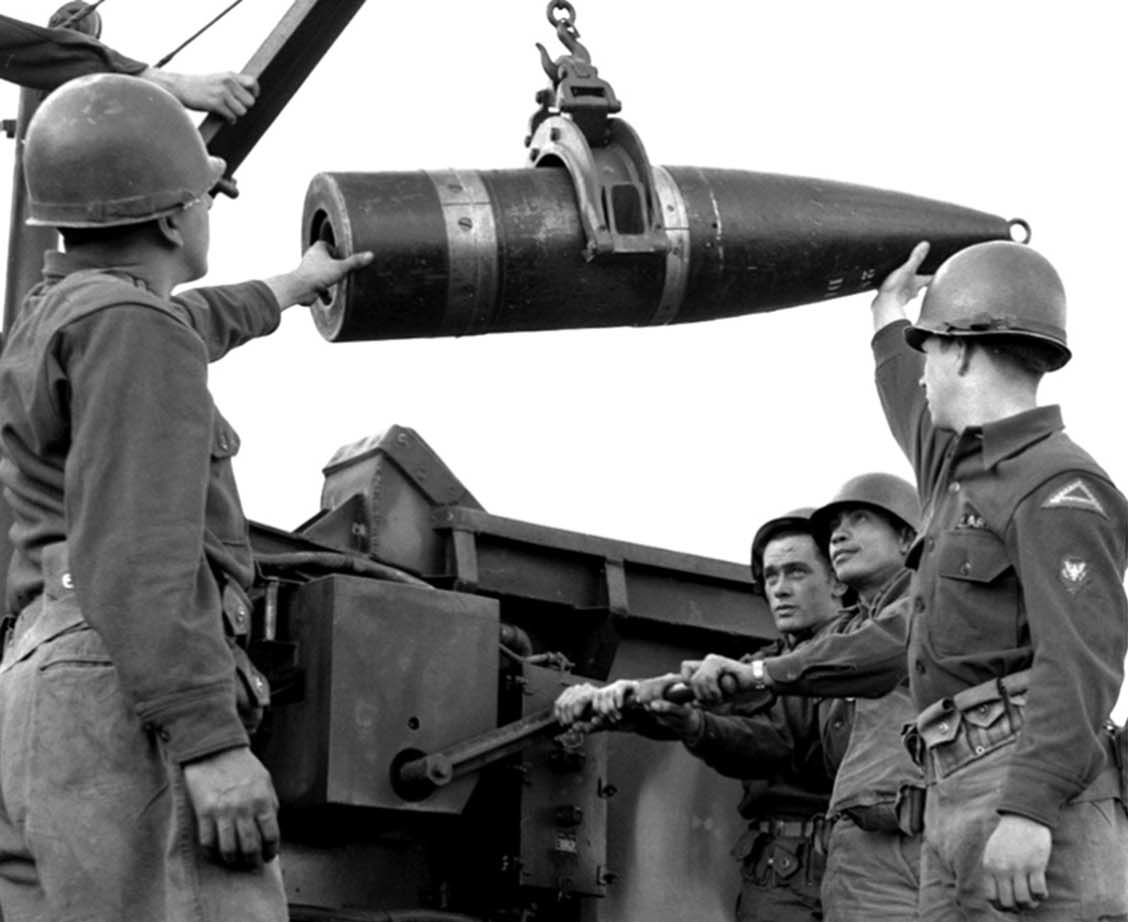
W9 280-мм артилерійський атомний снаряд

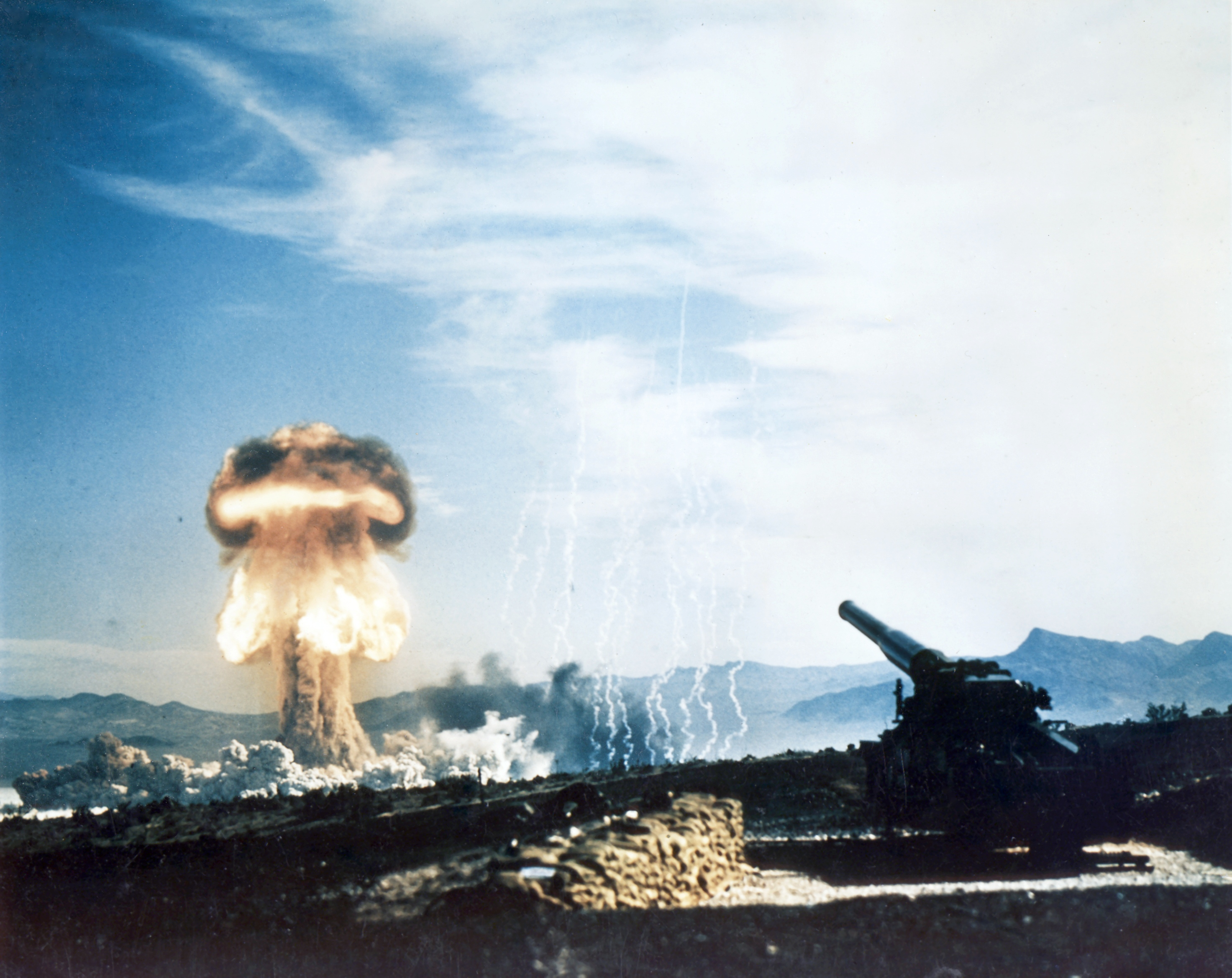
Ядерний артилерійський снаряд W9 був випробуваний під час пострілу Upshot-Knothole Grable у 1953 році з потужністю 15 кілотонн, приблизно такої ж сили, як бомба Малюк, скинута на Хіросіму під час Другої світової війни

W9 — американський ядерний артилерійський снаряд, запускався зі спеціальної 280 міліметрової гаубиці. Випускався, починаючи з 1952 року, всі були зняті з експлуатації до 1957 року, їх замінив W19.

## Опис
W9 був 280 мм в діаметрі 1,390 мм завдовжки і вагою 390 кг. Мав вибухову потужність 15 кт (63 ТДж).
W9 була ядерною зброєю гарматного типу, використовувала близько 50 кг високозбагаченого урану в одній великій кільцевій збірці та одній меншій снаряді, яка була випущена по трубі за допомогою звичайної вибухівки в кільцеву збірку для досягнення критичної маси та детонації зброї.
Блоки W9, які були зняті з експлуатації в 1957 році, були перероблені в менш потужні атомні боєприпаси T-4. Це була перша (напів) переносна ядерна зброя.

## Тести
W9 є лише другою гарматною ядерною зброєю, яка, як відомо, була підірвана. Першою була ядерна зброя Малюк, використана під час Другої світової війни.
Артилерійський снаряд W9 був випробуваний один раз, випущений з атомної гармати M65 "Atomic Annie" в Upshot-Knothole Grable 25 травня 1953 року в NTS. Очікувана потужність склала 15 кілотонн.
Згодом ядерний артилерійський снаряд W33 був двічі випробуваний (не з гармати) під час його розробки (постріли Nougat /Aardvark і Plumbbob /Laplace). Ці чотири вибухи є єдиними ідентифікованими вибухами бомб артилерійського типу.

## Дивись також
- Ядерна артилерія